# Ron Wood
Ron Wood, właśc. Ronald David Wood (ur. 1 czerwca 1947 w Hillingdon) – gitarzysta i basista rockowy. Członek The Faces i The Rolling Stones.

## Życiorys
Pochodzi z artystycznej rodziny; jego ojciec grał w orkiestrze, matka była malarką. Ronnie od dziecka grał na klarnecie, bębnach i gitarze. Lubił także rysować; studiował w szkołach plastycznych. Grał w kilku zespołach, m.in. jako basista w The Jeff Beck Group (tam poznał Roda Stewarta) i gitarzysta w The Faces. 19 grudnia 1975 roku Ron Wood został oficjalnie członkiem The Rolling Stones – piątym Stonesem. W zespole tym grał i gra do dzisiaj na gitarze elektrycznej i basowej. Dobrze rozumiał się z drugim gitarzystą zespołu – Keithem Richardsem, co zaowocowało licznymi utworami ich autorstwa. Choć gra w zespole już ponad 40 lat, nadal nazywany jest nowym Stonesem. Jest jednym z niewielu właścicieli gitary firmy Zemaitis (ma ich kilka, m.in. metal front). Wydał też płyty solowe, jednak żadna z nich nie odniosła sukcesu. Jedną z nagranych przez niego solo piosenek jest utwór Boba Dylana "Seven Days", wykonany 1976 roku w Japonii. W maju 2016 w wieku 68 lat, został ojcem, bliźniaczek Gracie Jane i Alice Rose (Ron Wood z poprzednich związków ma czworo dzieci).

## Publikacje
- How Can It Be? A Rock & Roll Diary, 2015, Genesis Publications, ISBN 978-1-905662-36-4

## Wybrana filmografia
| Rok  | Tytuł                                                    | Rola                               | Reżyser                        |
| ---- | -------------------------------------------------------- | ---------------------------------- | ------------------------------ |
| 1966 | The Deadly Bees                                          | gitarzysta The Birds               | Freddie Francis                |
| 1976 | Saturday Night Live                                      | Juror                              | Dave Wilson, Gary Weis         |
| 1977 | Rod Stewart & Faces & Keith Richards (film dokumentalny) | w roli samego siebie               | Gilberto Gazcón                |
| 1984 | Dzikie życie (The Wild Life)                             | Lodówka Raider                     | Art Linson                     |
| 1984 | 9 1/2 tygodnia (9 1/2 Weeks)                             | gwiazdor rocka - gość na przyjęciu | Adrian Lyne                    |
| 2007 | Top Gear (magazyn motoryzacyjny)                         | w roli samego siebie               |                                |
| 2008 | Obywatel Havel (Obcan Havel) (film dokumentalny)         | w roli samego siebie               | Miroslav Janek, Pavel Koutecký |
| 2012 | Crossfire Hurricane (film dokumentalny)                  | w roli samego siebie               | Brett Morgen                   |
| 2012 | B.B. King: The Life of Riley (film dokumentalny)         | w roli samego siebie               | Jon Brewer                     |

## Dyskografia
- I've Got My Own Album to Do (1974)
- Now Look (1975)
- Mahoney's Last Stand (1976) z Ronniem Lanem
- Gimme Some Neck (1979)
- 1234 (1981)
- Live at the Ritz (1988) z Bo Diddleyem
- Slide on This (1992)
- Slide on Live: Plugged in and Standing (1993)
- Live and Eclectic (2000)
- Not for Beginners (2001)
- Ronnie Wood Anthology: The Essential Crossexion (2006)
- Buried Alive: Live in Maryland (2006) z The New Barbarians
- The First Barbarians: Live from Kilburn (2007)